# Els van Breda Vriesman
Els van Breda Vriesman-Commandeur (Enschede, 18 maart 1941) is een Nederlands sportbestuurder.
Zij was van 2001 tot 2009 voorzitter van de internationale hockeybond FIH (veldhockey), en op basis van die functie tevens lid van het IOC. Alhoewel Van Breda Vriesman herkiesbaar was, hebben de leden van de FIH op 29 november 2008 de Spanjaard Leandro Negre tot nieuwe preses verkozen.
Van Breda Vriesman is juriste en bekleedde sinds 1982 bestuursfuncties in de (inter)nationale sportwereld. Zo was zij vicevoorzitter van de Koninklijke Nederlandse Hockey Bond, waarvan zij sinds 1994 erelid is. Van 1989 tot 1993 was zij bovendien bestuurslid van het NOC. Sinds 2001 was Van Breda Vriesman voorzitster van de FIH.
Volgens het IOC zijn haar hobby's wielrennen en golf. Van Breda Vriesman speelde zelf hockey bij de Enschedese club PW.